# User experience
L'esperienza utente, nota come user experience o UX, è un termine utilizzato per definire la relazione tra una persona e un prodotto, un servizio, un sistema. Il termine presuppone un approccio olistico: cerca di comprendere tutto ciò che ruota attorno all'interazione di un utente con un'azienda, un marchio o un'istituzione. L'esperienza utente coinvolge tutti gli aspetti esperienziali, affettivi, l'attribuzione di senso e di valore collegati ad un prodotto o servizio, all'interazione con esso e quanto ad esso correlato, ma include anche le percezioni personali su aspetti quali l'utilità, la semplicità d'utilizzo e l'efficienza del sistema.
L'attenzione viene posta sulla natura soggettiva, continua e dinamica dell'esperienza, dove l'utente è immerso e in cui riveste un ruolo centrale ed attivo. La UX quindi parte dai comportamenti dell'utente e dai suoi bisogni, da ciò che apprezza, quali capacità e limiti possiede. Le attività di design e sviluppo riconducibili alla user experience punteranno dunque a valorizzare non il prodotto in sé, ma il vissuto dell'utente in relazione ad esso.
In particolare si fa riferimento alla UX con tre diversi obiettivi:
- Per definire dal punto di vista fenomenologico l'esperienza di una specifica persona, evidenziandone la natura soggettiva, olistica, continua e dinamica.
- Per analizzare e valutare la relazione tra le persone e prodotti, servizi, sistemi, scomponendo il concetto in specifiche dimensioni cui possono essere ricondotti indicatori e metriche, come nella definizione ISO 9241-210.
- Per descrivere un ambito multidisciplinare di attività e figure professionali, caratterizzate dall'utilizzo di specifici metodi e tecniche riconducibili allo human-centered design e finalizzate a ottimizzare la relazione tra le persone e i marchi (User Experience Research, user experience design).

Il termine user experience si è diffuso in contesti e ambiti disciplinari molti diversi; tale rapida adozione non è stata però accompagnata da una precisa definizione del concetto, cui vengono pertanto attribuiti significati parzialmente differenti, tutti però accomunati dall'ambizione di superare il concetto di usabilità e di studiare l'esperienza di interazione con le interfacce mediali nella sua totalità, comunque allargando il numero di dimensioni prese in analisi.
La UX non deve essere confusa con l'interfaccia utente (UI): la UI è solo una delle componenti della UX.

## Definizioni
L'ISO 9241-210 definisce l'esperienza d'uso come "le percezioni e le reazioni di un utente che derivano dall'uso o dall'aspettativa d'uso di un prodotto, sistema o servizio". L'esperienza d'uso è soggettiva e si concentra sull'atto dell'utilizzo.
Le note aggiuntive di questa definizione spiegano che l'esperienza d'uso comprende tutte le emozioni dell'utente, le sue convinzioni, preferenze, reazioni psicologiche e fisiche, comportamenti e azioni che si verificano prima, durante e dopo l'utilizzo; in queste stesse note vengono elencati anche tre fattori che influenzano l'esperienza d'uso: il sistema, l'utente e il contesto d'utilizzo.
Viene quindi messa in evidenza la soggettività dell'esperienza prodotta dall'uso di un prodotto/servizio ma anche dalla previsione del suo utilizzo. Questo secondo aspetto (aspettativa d'uso)  separa nettamente la user experience dalla qualità in uso definita nell'ISO/IEC 9126 e comprende dimensioni particolarmente rilevanti nella fase di selezione e acquisto di una nuova tecnologia. La dimensione temporale infatti esplode quando l'oggetto di analisi viene spostato dall'utilizzo (come evento) all'utente: la user experience si emancipa dall'uso contingente e abbraccia l'anticipazione, la progettazione, il ricordo di tale utilizzo, il desiderio dell'esperienza di interazione, la proiezione di tale esperienza sui processi di costruzione dell'identità.
La terza nota dello standard dichiara che l'usabilità influisce su alcuni aspetti dell'esperienza d'uso, per esempio “i criteri di usabilità possono essere usati per valutare aspetti dell'esperienza d'uso”. Sfortunatamente, lo standard non chiarisce ulteriormente la relazione che intercorre tra l'esperienza d'uso e l'usabilità. In parte i due concetti si sovrappongono: l'usabilità corrisponde ai soli aspetti pragmatici (la capacità di svolgere un compito con efficienza, efficacia e soddisfazione), mentre l'esperienza d'uso include anche quelli edonistici.
Oltre allo standard ISO esistono numerose definizioni di esperienza d'uso. L'esperienza d'uso ha delle evidenti congruenze con la customer experience nella fase di utilizzo dei prodotti e dei servizi.

## Storia
Il termine user experience è stato reso noto da Donald Norman, User Experience Architect, nella metà degli anni novanta. Norman dichiara di aver inventato il termine perché riteneva “human interface” o “usability” troppo focalizzate su aspetti specifici, non in grado di coprire tutti gli aspetti della relazione tra una persona e un sistema. In quella fase, la diffusione di tecnologie più ricche e performanti invitava a porre l'attenzione su esperienziali quali le emozioni e i bisogni dell'utente. Anche prima che venisse coniato il termine UX, in realtà i valori che ruotano attorno al concetto di UX erano già in uso nel campo dell'informatica da decenni. Negli anni 50 Bell Laboratories iniziò a strutturare un gruppo di psicologi che affrontasse le tematiche emergenti relative all'esperienza utente, impiegando metodi riconducibili a ciò che chiamiamo user experience, associandoli però ai "fattori umani". Nella prima fase il laboratorio Bell, guidato da John Karlin, era denominato “User Preference Department”.
Diverse condizioni hanno favorito il crescente interesse nei confronti dell'esperienza d'uso.
- I progressi della tecnologia digitale nel campi del mobile, servizi ubiqui, social e internet delle cose hanno spostato l'interazione uomo-computer in pressoché ogni area delle attività umane. Questo ha spostato l'attenzione dall'ingegneria dell'usabilità verso un più vasto orizzonte in cui le emozioni degli utenti, i loro valori e motivazioni hanno pari, se non maggiore importanza, dell'efficienza, efficacia e minima soddisfazione soggettiva (le tre tradizionali metriche dell'usabilità[10]).[11]
- Nel web design, era importante considerare complessivamente gli interessi dei diversi attori interessati: marketing, marchio, visual design e usabilità. Gli operatori del marketing e del branding avevano interesse di prendere in considerazione i bisogni commerciali, di marchio ed estetici, di contro chi si occupava di usabilità aveva necessità di agire in un mondo in cui l'usabilità è importante nel design di un sito. L'esperienza d'uso fornisce una piattaforma capace di combinare gli interessi dei committenti, consentendo di realizzare siti web facili da usare, che generano profitto ed efficaci per gli utenti. Questo è il motivo per cui le prime pubblicazioni sull'esperienza d'uso trattano di siti web.[12][13][14][15]

Il campo dell'esperienza d'uso è stato fondato per avere un approccio olistico al modo in cui una persona percepisce e si percepisce mentre utilizza un sistema. L'attenzione si focalizza sul valore e sul piacere nell'uso invece che sulle prestazioni. Un'esatta definizione, i contesti e gli elementi costitutivi dell'esperienza d'uso sono ancora in fase di evoluzione.

## Influenze sull'esperienza d'uso
Numerosi fattori possono influenzare l'esperienza che un utente vive utilizzando un sistema; questi fattori sono stati suddivisi in tre grandi categorie: la condizione dell'utente e la sua esperienza precedente, le caratteristiche del sistema e il contesto di utilizzo. Quindi, studiare il comportamento degli utenti, il loro contesto e le loro interazioni facilita la progettazione del sistema.
Questi tre fattori sono illustrati nell'esempio seguente.

### Esempio
Lisa sta tornando a casa in autobus e vorrebbe sapere come sta suo marito, impegnato in un viaggio d'affari. Il bus è affollato e non ci sono posti a sedere, ma lei intende usare il tempo del viaggio per contattare suo marito al telefono. Che cosa influisce sulla sua esperienza con il telefono cellulare ?
- lo stato mentale di Lisa e le sue caratteristiche – motivazione, aspettative, umore, capacità di usare il telefono – le condizioni fisiche del momento – solo una mano libera per poter telefonare o mandare messaggi.
- il contesto, ossia la situazione corrente:
  - fisico: il movimento dell'autobus, gli altri passeggeri, la luce, il rumore… l'ambiente circostante che Lisa percepisce con i suoi sensi;
  - sociale: gli altri passeggeri, il codice di comportamento che ci si aspetta segua un passeggero, la disponibilità del marito – il modo in cui le altre persone condizionano l'esperienza d'uso;
  - temporale: la durata del viaggio – limiti temporali;
  - infrastrutturale: disponibilità della linea, tariffe telefoniche, restrizioni legali;
  - tecnico: il sistema necessario per usare il telefono
  - compiti: usare il telefono si inserisce in una serie di altre attività come gestire possibili interruzioni, controllare quando è il momento di scendere…

Questo particolare contesto spinge Lisa a preferire un sms per comunicare con il marito rispetto ad una chiamata. Il contesto inoltre influisce sulla sua interazione con il telefono e, di conseguenza, ne condiziona l'esperienza d'uso.
A seconda delle risposte del marito, le emozioni di Lisa possono cambiare dalla gioia alla sofferenza, dall'eccitazione alla tristezza. L'esperienza d'uso, tuttavia, si concentra sulle emozioni di Lisa in relazione all'uso del telefono cellulare e non in relazione a suo marito. Il sistema le permette di comunicare con suo marito nel modo in cui lei vorrebbe in quel particolare contesto? Il sistema la soddisfa al di sopra delle sue aspettative oppure genera reazioni positive negli altri?

## Percezione momentanea o esperienza d'uso complessiva
L'esempio proposto descrive l'esperienza dell'utente nell'inviare un messaggio di testo con un cellulare. È possibile esaminare l'esperienza d'uso anche secondo una prospettiva diacronica: possiamo indagare come le emozioni di Lisa cambiano durante l'interazione, i suoi sentimenti riguardo all'episodio nel suo complesso e la sua attitudine nei confronti del telefono in generale, ossia la sua esperienza d'uso complessiva.
Nell'esempio proposto, concentrarsi sulle percezioni istantanee può non essere il modo migliore per comprendere l'esperienza d'uso di Lisa, dal momento che le sue emozioni sono provocate soprattutto dal contenuto (i messaggi del marito) e non dal sistema in oggetto (il telefono cellulare). Tuttavia, in sistemi in cui il contenuto riveste un'importanza fondamentale, ad esempio nel caso dei giochi elettronici, il flusso di emozioni è il modo più efficace per valutare l'esperienza d'uso.
Le singole esperienze condizionano l'esperienza d'uso complessiva: l'esperienza derivante dal premere un tasto influisce su quella di scrivere il testo del messaggio, che a sua volta influisce su quella di mandare un sms che a sua volta influisce su quella complessiva derivante dall'uso del telefono. L'esperienza d'uso complessiva non è semplicemente la somma della esperienza di micro interazioni dal momento che alcune esperienze sono più rilevanti di altre. L'esperienza d'uso complessiva è anche condizionata da fattori che esulano il singolo episodio come il marchio, il prezzo, le opinioni degli amici, le recensioni dei media...
Una branca della ricerca in materia di esperienza d'uso si focalizza sulle emozioni istantanee che si provano durante l'interazione: il design dell'interazione emotiva e la conseguente valutazione delle emozioni. Un'altra branca è interessata a comprendere le relazioni a lungo termine tra l'esperienza d'uso e la valutazione del prodotto. In particolare le industrie vedono in una buona esperienza d'uso complessiva nell'utilizzo dei propri prodotti come un mezzo fondamentale per assicurare una fedeltà al marchio e garantire una crescita nel numero dei clienti. Tutti i livelli temporali dell'esperienza d'uso (istantanea, episodica, di lungo periodo) sono importanti, ma i metodi per progettare e valutare questi livelli possono essere molto diversi.

## User experience e progettazione centrata sull'utente
L'attenzione alla user experience e quindi al punto di vista dell'utente ha portato la comunità professionale, soprattutto nel settore del design, ad adottare tecniche e metodi tipici dello Human Centered Design (Progettazione Centrata sull'Utente). Per questo il termine UX è associato anche all'insieme di attività e professionalità che operano in tale settore, con l'obiettivo di allineare i servizi e prodotti agli obiettivi ed esigenze degli utenti.
Il processo di ottimizzazione della UX, infatti, è circolare e prevede una continua interazione con gli utenti che, con i loro feedback, ne guidano la definizione. Ottimizzando la relazione tra utenti e prodotto/servizio vengono contemporaneamente soddisfatte le esigenze del brand o dell'istituzione.
In tale processo si possono distinguere alcune fasi:
- La fase di user experience research[18], in cui si analizzano il comportamento e gli atteggiamenti degli utenti, il contesto d'uso, le eventuali criticità nell'esperienza utente. In genere tale fase di ricerca coinvolge direttamente gli utenti, osservati, intervistati o coinvolti in altre attività sperimentali. Questa fase non si esaurisce con la ricerca preliminare ma continua parallelamente a quella di design, raccogliendo continuamente dati utili al processo. Gli strumenti utilizzati per la user experience research sono diversi e possono comprendere l'utilizzo di strumenti tipici della ricerca qualitativa come focus group, interviste e questionari. Più recentemente, grazie allo sviluppo tecnologico e all'abbassamento di prezzo degli eye-tracker si è assistito ad un graduale utilizzo di questi strumenti nella user experience research[19][20]. Gli eye-tracker sono strumenti in grado di monitorare lo sguardo degli utenti mentre utilizzano prodotti digitali, come siti web, applicazioni, o possono essere portatili per essere utilizzati in contesti più naturalistici come supermercati, mostre e gallerie d'arte.
- La fase di user experience design, in genere orientata dall'attività di ricerca, punta a mettere a punto le soluzioni per l'ottimizzazione dell'esperienza. Lo user experience design può avvalersi degli strumenti e delle informazioni raccolte dallauser experience research in due modi. Da una parte il designer può utilizzare dati e informazioni raccolti e condivisi da grandi centri che si occupano di ricerca UX come il Nielsen Norman Group[21]. In altri casi la ricerca UX può essere fatta direttamente dal Designer o da un ricercatore della stessa agenzia. In questo secondo caso soprattutto, la collaborazione tra ricercatore e designer diventa fondamentale nella definizione dei task, nell'impostazione della corretta domanda di ricerca, e nello sviluppo del design che viene testato e riprogettato proprio a partire dai dati raccolti.
- All'interno della fase di UX design, si distingue spesso una fase di UI design. Si tratta della componente più vicina al graphic design, in cui si disegna l'interfaccia utente, l'area di contatto tra l'utente e il sistema.

## Esempi

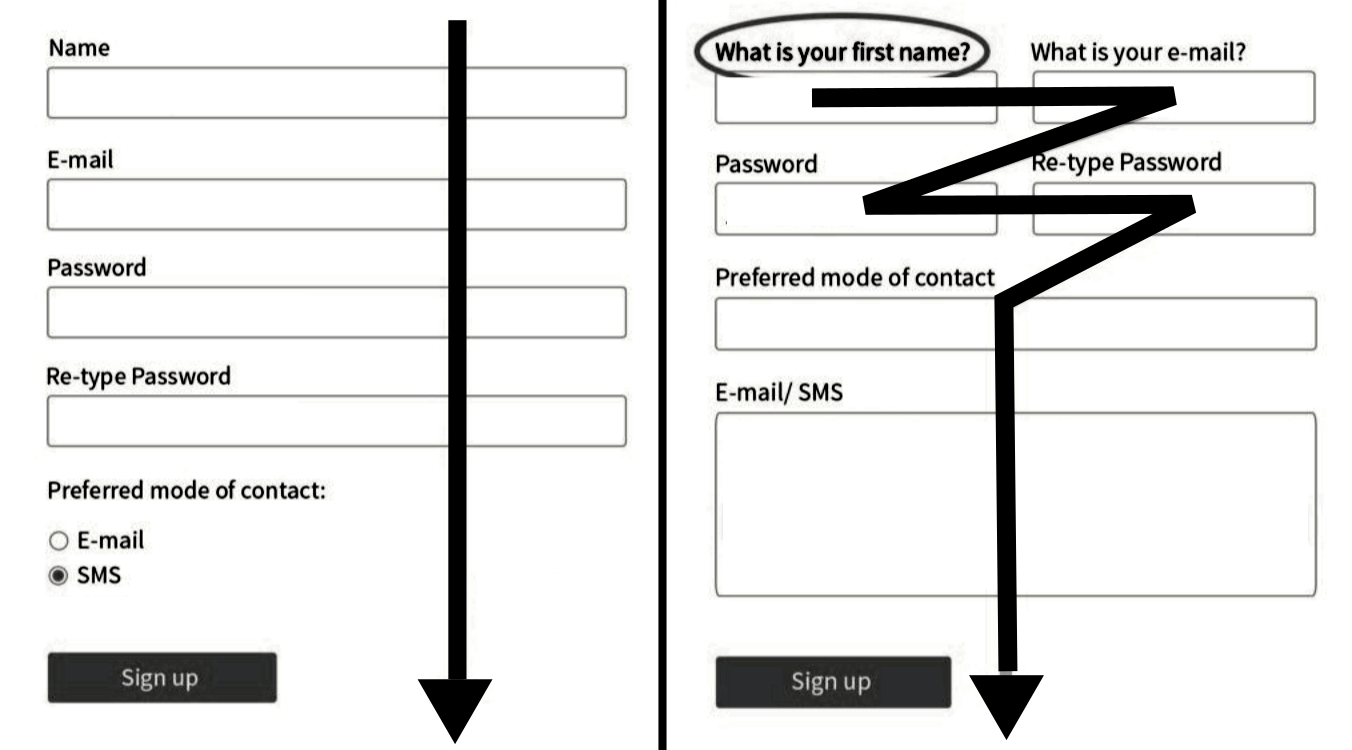
A sinistra il form rispetta una buona User Experience, a destra no perché richiede più sforzo da parte dell'utente
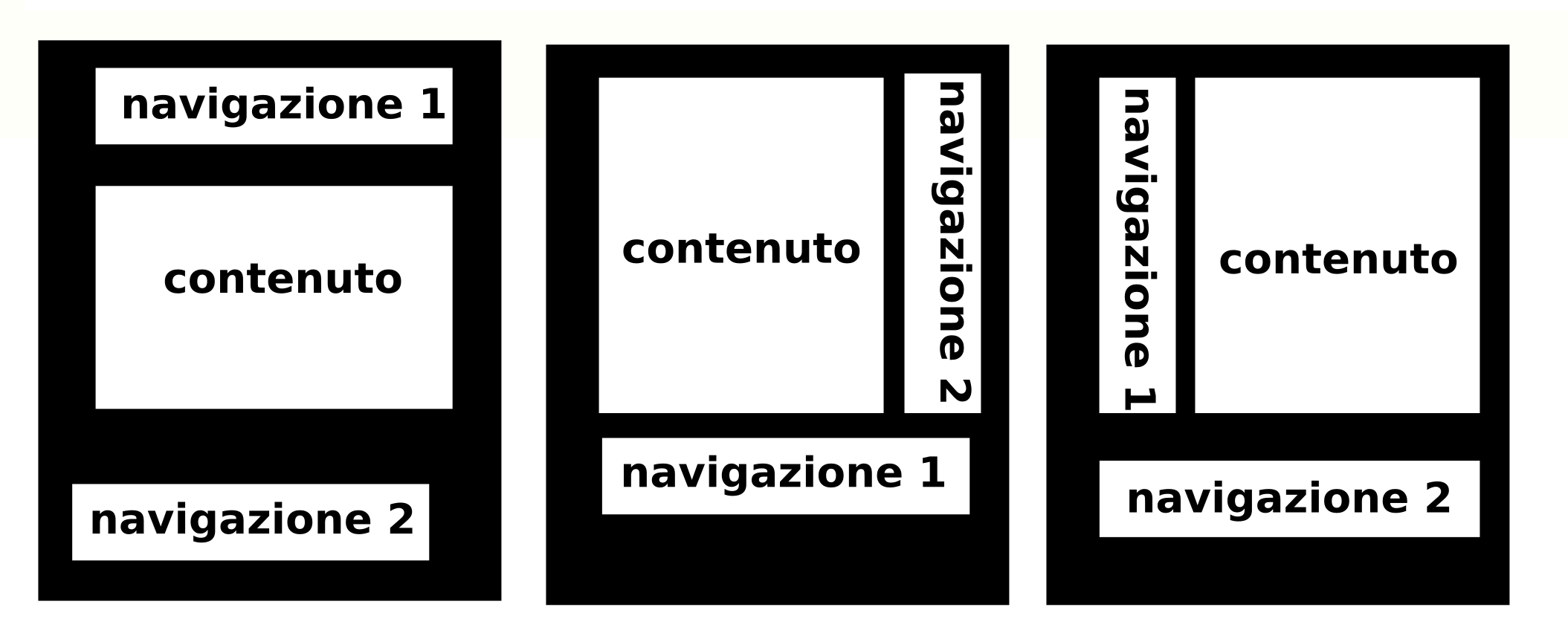
Tre esempi di layout che non rispettano una buona User Experience perché disorientano l'utente
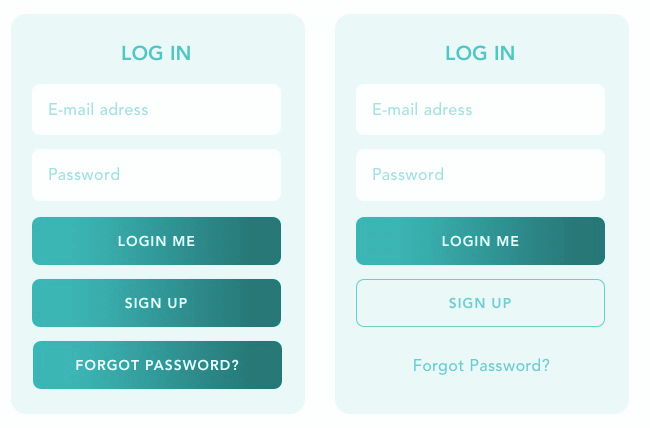
A sinistra il form ha tre call-to-action tutte uguali. A destra invece sono ben distinte gerarchicamente, quindi si rispetta una buona User Experience
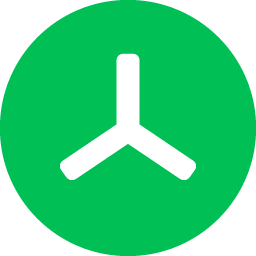
Questa icona può confondere la User Experience perché, tranne in contesti particolari, non è riconosciuta da un utente medio
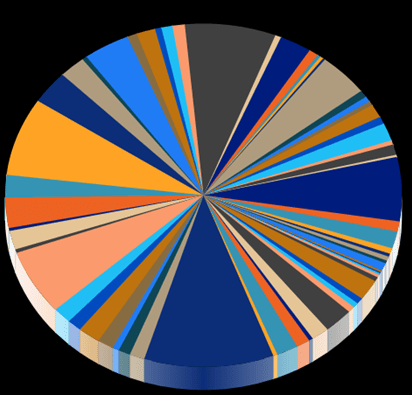
Questo grafico interattivo fatto in HTML5 ha una cattiva User Experience Design: troppi colori e informazioni